# Haruna Ono
Haruna Ono (小野 春菜), née le 10 août 1988 dans la préfecture d'Aichi au Japon) fait partie depuis 2006 du groupe Scandal dont elle est la chanteuse principale ainsi qu'une des guitaristes.
Elle a également joué les modèles pour différents produits (chaussures, vêtements, etc.). Elle apparaît régulièrement au côté de Mami Sasazaki sur ses photos.